# Ефект Бецольда
Ефект Бецольда — це оптична ілюзія, названа на честь німецького професора метеорології Вільгельма фон Бецольда (1837–1907), який з'ясував, що колір може змінювати свій вигляд залежно від оточуючих його кольорів.
Це відбувається, коли невеликі кольорові ділянки вкраплюються. Досягається ефект асиміляції, званий ефектом поширення фон Бецольда, подібний до просторового змішування кольорів .
Протилежний ефект спостерігається, коли великі кольорові області розташовані поруч одна з одною, що призводить до контрасту кольорів .

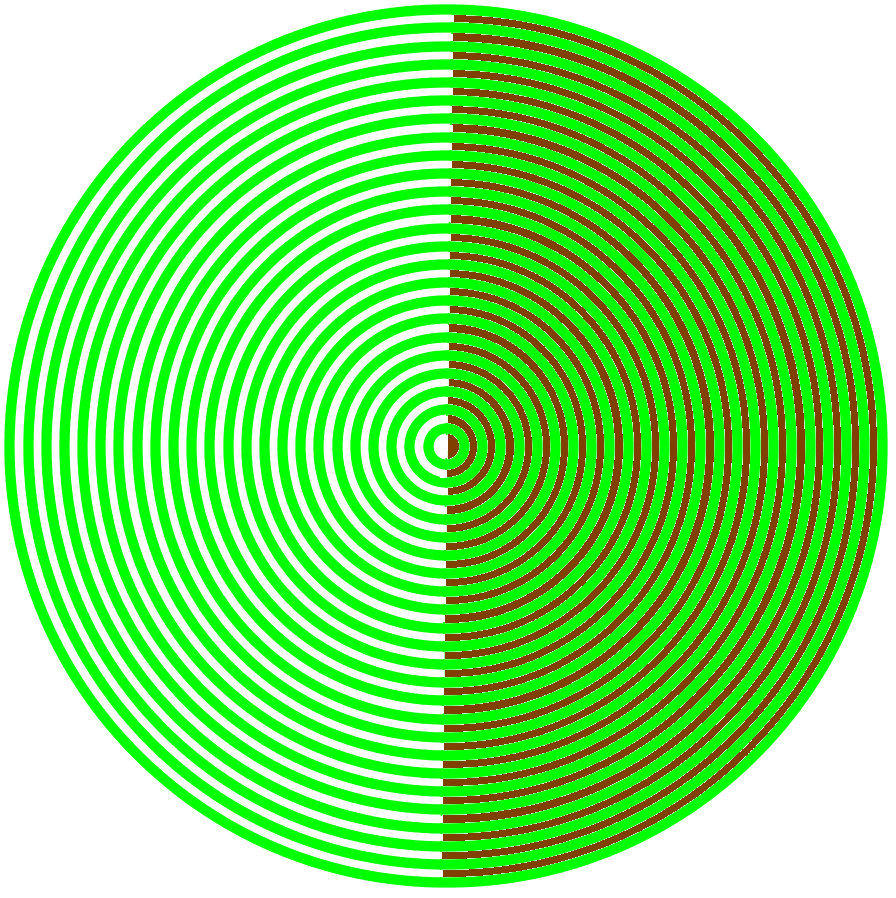
Ефект Бецольда

## Дивіться також
- Ілюзія Уайта